# Le Mesnil-Raoult
Le Mesnil-Raoult är en kommun i departementet Manche i regionen Normandie i norra Frankrike. Kommunen ligger i kantonen Tessy-sur-Vire som tillhör arrondissementet Saint-Lô. År 2018 hade Le Mesnil-Raoult 367 invånare.

## Befolkningsutveckling
Antalet invånare i kommunen Le Mesnil-Raoult
| Referens: INSEE |